# Mátrix – Forradalmak
A Mátrix – Forradalmak (eredeti cím: The Matrix Revolutions) 2003-ban bemutatott science fiction akciófilm, melyet a Wachowski testvérek írtak és rendeztek. A 2003-as Mátrix – Újratöltve folytatása, Mátrix-filmek harmadik része. A főszerepeket Keanu Reeves, Laurence Fishburne, Carrie-Anne Moss és Hugo Weaving játsszák.
Az Amerikai Egyesült Államokban 2003. november 5-én mutatták be. A film egy olyan disztopikus jövőt fest meg, mikor az érzékelt világ valójában a Mátrix, egy szimulált valóság, melyet a mesterséges intelligenciával rendelkező gépek alkottak meg. Számos utalást tartalmaz a cyberpunk és hacker szubkultúrákra.

## Cselekmény
|  | Alább a cselekmény részletei következnek! |

A Mátrix-filmek harmadik részében az emberek és gépek közti elkeseredett háború katasztrófával fenyegető záróakkordjához érkezik: Zion katonái, bátor civil önkéntesekkel az oldalukon- mint Zee és a Kölyök – kétségbeesetten harcolnak, hogy visszaverjék az őrszemek támadását, amikor a géphadsereg fúrórobotjai betörnek a zioni dokkba.
A teljes megsemmisüléssel szembesülve az emberiség utolsó bástyájának lakói nem csak saját életükért, de  magáért az emberiség jövőjéért küzdenek. Csakhogy egy ismeretlen elem megmérgezi a belső soraikat is: Smith, az immár öntudatra ébredt program megszállja Bane-t, a hajóflotta egyik tagját. Smith már kikerült a gépek ellenőrzése alól, uralma alá vonta a Mátrixot és minden egyes másodperccel erősebbé válik. Az a célja, hogy elpusztítsa a Gépeket Zionnal együtt. Az Orákulum végleges útmutatást ajánl Neonak, de ő fenntartásokkal fogadja a szavait, amiért az Építész csapdájára nem figyelmeztette előre.
Niobe hajójával Neo és Trinity messzebbre merészkednek, mint eddig bármelyik ember – egy végzetes és mindent eldöntő utazásra indulnak a Föld megperzselt felszínén a gépek városának szívébe. Ebben a hatalmas mechanikus metropoliszban Neo alkut ajánl a gépek legfőbb vezérének, Deus Ex Machinának.

## Szereplők
- Keanu Reeves mint Neo – László Zsolt
- Laurence Fishburne mint Morpheus – Gáti Oszkár
- Carrie-Anne Moss mint Trinity – Nagy-Kálózy Eszter
- Hugo Weaving mint Smith ügynök – Rátóti Zoltán
- Mary Alice mint Az Orákulum – Szabó Éva
- Helmut Bakaitis mint Az Építész – Haumann Péter
- Lambert Wilson mint A Merovingi – Kulka János
- Monica Bellucci mint Persephone – Létay Dóra
- Collin Chou mint Seraph – Hannus Zoltán
- Harry J. Lennix mint Commander Lock – Sztarenki Pál
- Harold Perrineau mint Link – Kálloy Molnár Péter
- Jada Pinkett Smith mint Niobe – Bognár Gyöngyvér
- Gina Torres mint Cas
- Cornel West mint Councillor West – Faragó András
- Bernard White mint Rama-Kandra – Csankó Zoltán
- Anthony Wong mint Ghost – Holl Nándor
- Anthony Zerbe mint Councillor Hamann – Avar István
- Nathaniel Lees mint Captain Mifune – Barbinek Péter
- Maurice J. Morgan mint Tower Soldier
- Ian Bliss mint Bane – Széles Tamás
- David Roberts mint Roland – Csuja Imre
- Robert Mammone mint AK – Breyer Zoltán
- Christopher Kirby mint Mauser – Szabó Győző
- Essie Davis mint Maggie – Fehér Anna
- Robyn Nevin mint Councillor Dillard – Tímár Éva
- Harry J. Lennix mint Lock – Bezerédi Zoltán
- Clayton Watson mint Kid – Csőre Gábor
- Nona Gaye mint Zee – Pokorny Lia
- Tanveer K. Atwal mint Sati – Talmács Márta
- Bruce Spence mint Vasutas – Besenczi Árpád
- Kevin Michael Richardson mint Deus Ex Machina – Tolnai Miklós